# Parque de Desportos Olímpicos da Juventude
O Parque de Desportos Olímpicos da Juventude localiza-se no final da Rua Chengnanhe, no Distrito de Pukou, em Nanquim, China. Próximo do Aeroporto Internacional de Nanjing Lukou e da Estação de Comboios de Nanquim e da Aldeia Olímpica da Juventude, acolhe várias modalidades nos Jogos Olímpicos de Verão da Juventude de 2014: Voleibol de praia, ciclismo (BMX), hóquei de campo e rugby sevens. A infraestrutura tem uma área total a rondar o milhão de metros quadrados, e cerca de metade (564.000 metros quadrados) são de construções desportivas. A construção do Parque foi propositada para as Olimpíadas da Juventude de 2014, começando no final de 2011. Embora só deva estar totalmente pronto em Julho de 2015, as infraestruturas para os desportos já citados e a Ponte Paisagística do Rio Chengnan ficaram concluídas em Abril de 2014. Os campos de rugby e de hóquei sobre a grama, tal como a infraestrutura de BMX, têm capacidade para 2.000 espectadores, enquanto o voleibol de praia pode albergar 1.500 espectadores e o pentatlo moderno 1.000 pessoas.